# Tcha Seung-jai
Tcha Seung-jai (auch als Cha Seung-jae oder Cha Seoung-jae romanisiert; * 26. März 1960) ist ein südkoreanischer Filmproduzent.
Anfang der 2000er Jahre gehörte Tcha zu den einflussreichsten Filmproduzenten in Südkorea. Er gründete das Produktionsunternehmen Sidus Pictures. 2001 produzierte er mit dem Historienepos Musa – Der Krieger den seinerzeit teuersten südkoreanischen Film. Er galt als ambitioniertester Produzent von Chungmuro (Synonym für die südkoreanische Filmindustrie, analog zu Hollywood). Einige seiner erfolgreichsten Produktionen sind Girls’ Night Out (1998), Save the Green Planet (2003), Memories of Murder (2003) und A Dirty Carnival (2006). Er arbeitete in ihren Anfangsjahren mit zahlreichen Regisseuren zusammen, die später die Filmindustrie prägten, darunter Hur Jin-ho, Im Sang-soo, Bong Joon-ho, Jang Joon-hwan, Choi Dong-hoon, Yoo Ha und Yim Pil-sung.
2005 fusionierte Sidus Pictures mit Kim Mi-hees Produktionsstudio Fun & Happiness zu Sidus FNH. 2009 verließ er das Unternehmen und lehrte zeitweise als Professor an der Dongguk University. 2011 gründete er das Produktionsunternehmen Nomad Films und fokussierte sich damit auf kleinere Filmproduktionen.